# Spallation
Pour les articles homonymes, voir Spallation (homonymie).
La spallation nucléaire (de l'anglais to spall, produire des éclats) est une réaction nucléaire au cours de laquelle un noyau atomique est frappé par une particule incidente (neutron, proton...) ou une onde électromagnétique de grande énergie (à partir de 50 MeV et jusqu'à quelques GeV). Sous la violence de l'impact, le noyau cible se décompose en produisant des jets de particules plus légères (neutrons, protons, ou noyau léger de deutérium ou d'hélium, voire de lithium). Le noyau obtenu après la réaction est généralement de masse atomique plus faible que le noyau d'origine. Dans certaines réactions, la spallation conduit à une fission, où une particule émise est d'une masse comparable à celle du noyau restant.
Les énergies concernées par la spallation sont suffisantes pour que la structure du noyau n'ait plus une forte influence, mais inférieures à celles permettant l'apparition de processus partoniques (quarks).
Compte tenu des hautes énergies mises en jeu, la spallation est une réaction courante lors de la nucléosynthèse primordiale. Elle intervient également dans l'interaction des rayonnements cosmiques avec la matière, phénomène important pour les vols spatiaux.

## Spallation et cosmologie
L'atmosphère terrestre subit des réactions de spallation nucléaire sous l'impact des rayons cosmiques, de même que la surface des corps exposés dans l'espace, comme les météorites ou la Lune. Des traces de spallation montrent que le matériau a été exposé à la surface et permettent d'estimer la durée de cette exposition. On a pu détecter jusqu'à la surface de la Terre des isotopes d'aluminium, de béryllium ou de chlore, formés par la spallation d'éléments terrestres par des rayons cosmiques[réf. nécessaire].
La composition des rayons cosmiques eux-mêmes montre qu'ils ont participé à des processus de spallation, qui a causé un excès d'éléments légers (Li, B et Be) par rapport aux abondances cosmiques naturelles. Ces éléments supplémentaires qui se retrouvent sous forme de rayons cosmiques ont été formés par la spallation de rayons cosmiques heurtant au long de leur trajectoire intersidérale des atomes d'oxygène, d'azote, de carbone et peut-être de silicium.

## Physique nucléaire
Le concept de spallation nucléaire est proposé en 1937 par le futur prix Nobel Glenn Seaborg dans sa thèse de doctorat sur la diffusion inélastique des neutrons.
La spallation est utilisée comme source de faisceaux intenses de protons ou des noyaux de deutérium, tritium, les hélium 3 ou hélium 4 (de 2 à 10 MeV). On utilise dans ce but une cible de mercure, de tantale ou d'un autre métal lourd, soumise au bombardement de protons ou de nucléons issus d'un accélérateur de particules de haute énergie, la plupart du temps un synchrotron. Chaque impact peut produire vingt à trente neutrons, initialement de très haute énergie - ils emportent une bonne partie de l'énergie initiale du proton.
La production de neutrons se révèle beaucoup moins coûteuse dans un réacteur nucléaire. Cependant la méthode de spallation présente l'avantage de produire un faisceau qui peut être facilement modulé.
La Spallation Neutron Source (source neutronique par spallation - SNS), construite au Laboratoire national d'Oak Ridge, repose sur ce principe. Elle a été inscrite en 2007 dans le Livre Guinness des records comme la source la plus intense de neutrons produits dans un accélérateur de particules.
Le projet européen European Spallation Source, prévu pour être mis en service à Lund (Suède) en 2025, vise à obtenir des émissions de 1018 particules par centimètre carré et par seconde, ce qui doit permettre de détecter tous les atomes présents dans un échantillon dans un temps dix fois plus court que dans les installations précédentes.

## Applications
En tant qu'objet de recherche, la spallation proprement dite peut être utilisée pour produire de nombreux noyaux loin de la vallée de stabilité. Ainsi, du chlore 38 a été produit par spallation de protons de 70 MeV sur une cible de cuivre 63. L'étude de la spallation et des fragments produits permet de valider les modèles théoriques sur le noyau et ses états excités.
Comme application technologique, la spallation produit des flux importants de neutrons à haute énergie, qui peuvent avoir des applications variées.
- L'étude de la diffusion neutronique a des applications multiples en physique et chimie du solide, en science des matériaux, et en sciences de la vie[6].
- Le flux neutronique peut servir à la production directe de noyaux atomiques exotiques. Les radioéléments peuvent être destinés à un usage médical, ou avoir des applications dans la recherche civile (traceurs radioactifs) ou militaires (production de tritium ou de plutonium), les applications étant les mêmes que celles d'un réacteur d'irradiation.
- Le flux neutronique peut également servir à l'élimination des déchets nucléaires - ou plus exactement la diminution de la période de décroissance radioactive des produits de fission à vie longue par transmutation[7]. Dans cette application, la capture d'un neutron par le produit de fission le transforme en radionucléide plus instable, de durée de vie plus courte.
- Ce flux peut également être valorisé pour la conception de réacteurs nucléaires théoriquement plus sûrs. Le principe de fonctionnement d'un réacteur nucléaire à l'état stationnaire est d'entretenir une réaction en chaîne où, à chaque génération, le nombre de neutrons qui provoquera une fission reste constant, malgré les captures et les fuites. Dans les réacteurs nucléaires pilotés par accélérateur, ou réacteurs hybrides (ADS en anglais, pour accelerator-driven system), le cœur du réacteur est intrinsèquement sous-critique lorsque l'accélérateur de particules (protons) n'est pas utilisé. L'intérêt de tels réacteurs réside également dans leur capacité à transmuter des actinides à vie longue, comme mentionné dans le point précédent.